# واصل أبو يوسف
واصل عطا أحمد أبو يوسف (وُلد في 27 سبتمبر 1953 في حلحول) صيدلي وسياسي فلسطيني وأمين عام جبهة التحرير الفلسطينية منذ عام 2007، وعضو المجلس الوطني الفلسطيني والمركزي الفلسطيني واللجنة التنفيذية لمنظمة التحرير الفلسطينية. والمنسق العام للقوى الوطنية والإسلامية في فلسطين.